# チベット動乱
チベット動乱（チベットどうらん）は、中国政府のチベット統治、支配に対し、アムド地方、カム地方における「民主改革」「社会主義改造」の強要をきっかけとして1956年に勃発し、1959年に頂点に達したチベット人の抗中独立運動のことである。中国政府はチベット反乱と呼ぶ。

## 前史
1914年、中国政府はシムラー協定を批准せず、シムラ会議はイギリスとチベットのみでの合意に終わる。ダライラマ政権がチベットの南半部（西蔵部分）、中国が北部・東部（アムド地方、カム地方）を抑えて対峙する形勢が続く。

## 中国共産党軍によるチベット侵攻
中国共産党の軍隊である人民解放軍によるチベット侵入以前、チベット国土のうち、チベット政府「ガンデンポタン」が実効支配していたのはガリ地方、ツァン地方、ウー地方、カム地方西部およびチャンタン高原などであり、アムド地方全域とカム地方東部は中華民国の地方政権の支配下にあった。アムド地方は青海省および甘粛省の一部、カム地方の東部は西康省および雲南省の一部などに分割されていた。（詳細は雍正のチベット分割などを参照)
1949年、国共内戦で中華民国に勝利した中国共産党が中国を掌握し、中華民国国民党政府がアムド地方、カム地方の北部・東部に設置していた青海省、西康省等が中国の支配下に入る。チベット政府は中国政府とつながりのある全ての中国人を国外追放し、国民党と共産党の双方に非難された。同地のチベット人、モンゴル人の抵抗は1950年代初頭まで続く。
1949年6月11日にパンチェン・ラマ10世がパンチェン・ラマ9世の転生として中国国民党政府の承認を受け即位した。
中国共産党政府は翌1950年1月には新中国政府によるチベット駐留を要求した。1950年6月、イギリス政府は庶民院で「中国のチベットに対する宗主権を認める準備は出来ている、しかしチベットは自治権を尊重されていることだけは理解してほしい」と表明したが、1950年10月、中国人民解放軍は「西蔵和平解放」と称して、ダライラマ政権が実効支配していたチベットのカムド地方の西部に侵攻し、チャムドを占領。ドカム総督（ド・チー）のラル・ケサンワンドゥ、ンガプー・ンガワン・ジクメらが捕虜となる（中国名「昌都戦役」）。
1951年、中国人民解放軍が新疆方面、青海方面、チャムドの3方面からラサに向けて進軍、無血入城し、これによりチベット全土を制圧する。

### 十七か条協定とチベット併合
その間、「チャムド地区からの中国軍の撤退を交渉する権限」を委ねられて北京に派遣されたチベット使節団(代表はンガプー・ンガワン・ジクメ)がダライラマの許可を得て、中国政府との北京での交渉に参加し、十七か条協定(「中国中央政府と西蔵地方政府が西蔵を平和的に解放する方法についての協約」)が結ばれた。この締結により、チベットを覆う中国の主権が明言され、チベットは事実上併合された。この合意は数ヵ月後、ラサで批准された。この後、チベット政府は自治の枠組みを保とうと努力を続けたが、人民解放軍がチベットに駐留したことでチベットは中華人民共和国の支配下に入ることになった。
中国政府によるチベット併合後、チベット人による抵抗運動はことごとく弾圧され、多数の市民が大量虐殺の対象となった。1952年-1958年における甘粛省甘南州において10,000人が犠牲になった。(カンロの虐殺)
中国政府はチベット併合後、一貫して独立運動・亡命政府を分離主義として非難し、侵攻や併合および虐殺を正当化している。
中国共産党は旧国民政府が西康省に帰属させながら実際には実効支配を確立できなかったカム西部（昌都地区）については、中国政府に忠誠を誓うチベット人によって組織された昌都解放委員会の下、引き続き「西藏地方」に帰属させ、カム地方東部のみを範囲として「西康省藏族自治区」を発足させた。この時、チベット人の比率が低い南昌地区は、雲南地方に移管された。この西康省藏族自治区は1955年に廃止され、カム地方東部は四川省に組み込まれる。

## チベット動乱
1955年に、十七か条協定における「改革は強要しない」地域（＝チベットのうちの西蔵部分に相当）から除外されたチベット北半部（アムド地方、カム地方東部）において「民主改革」（＝社会主義改造）が開始され、チベット人の反発が高まる。
また、中国政府は唯物史観に則り、宗教を排撃し、遊牧地であった土地を取り上げ、漢族の大量入植を進めた。このため、チベット人との軋轢が高まり、 1956年、アムド、カム地方などチベット北半部において抗中蜂起が全面的に勃発し、チベット動乱が始まった。

### ギャンダ・ゾンにおける蜂起
1956年末、中国の区分で四川省に所属する涼山、美姑、西昌、康定、西蔵所属で当時チャムド解放委員会管轄下のギャンダ・ゾン（江達）、芒康にて第1次蜂起が起きるが、人民解放軍によって鎮圧される。

### チュシ・ガンドゥクとカム反乱
十七ヶ条協定協定の枠組みのもと、ガンデンポタンの統治下で平穏をたもっていたチベット南半部（西蔵）にアムド地方、カム地方からの難民や、敗北したゲリラ兵が流入し、1957年、チベット高原北半部出身者による統一抗中ゲリラ組織チュシ・ガンドゥクが結成、チベット南半部で、ゲリラ活動を展開をはじめる(指導者ゴンボ・タシ)。
チュシ・ガンドゥクは東西冷戦構造に組み込まれ、アメリカのCIAから訓練や資金、武器の供給を受けるようになる。
中華人民共和国政府、ガンデンポタンにチュシ・ガンドゥクの鎮圧を命令する。
中国軍は1957年末に平定に成功。さらに反乱勢力10万人に人民解放軍6万を動員して鎮圧する。中国共産党発表によれば、20,000人を殲滅し、20,000人を逮捕した

### 第2次蜂起
1957年から58年にかけて、バタン（巴塘）、維西、徳欽、中甸などにおける第2次蜂起に対し、中国軍は1958末に「平定」に成功。5,500人を「殲滅」した。

### 青海省における虐殺
1958年3月から8月にかけて、甘粛から青海にかけての42万平方キロにかけてチベット人130,000人が「反乱」を行った。中国軍は、うち110,000人を殲滅して平定した。また、青海省におけるチベット人・モンゴル人の遊牧民50,000人を逮捕した。この数字は青海省チベット・モンゴル人遊牧民総人口の10％にあたる。逮捕者の84%にあたる45,000人が誤認逮捕であった。拘留中に23,260人が死亡、誤って殺害されたものが173人。宗教・民族分子259人、民族幹部480人が死亡。

## 1959年のチベット蜂起とダライラマ亡命
1959年、中国政府がガンデンポタンに首相ルカンワの解任を要求する。
1950年代後半、ラサではチベットにおける中国のプレゼンスへの反発が高まっていた。1956年には、カムやアムド地方でチベット人による武装反乱が始まり、その結果チベット東部には人民解放軍が増派された。人民解放軍はチベットの村や僧院に対して制裁攻撃を加えた。人民解放軍の司令官は、反乱するゲリラ部隊を屈服させるため、「ポタラ宮やダライ・ラマ14世を爆撃する」との脅しも繰り返し行った。
1959年には、動乱がガンデンポタンの管轄領域（西蔵）にも波及する。同年3月、ラサ駐屯の中国機関がダライ・ラマ14世を観劇に招待するが、ダライ・ラマ14世が中国に拉致されることをおそれたラサ市民がノルブリンカ宮を包囲した（1959年のチベット蜂起）。

### 経緯
3月1日、ダライ・ラマ14世のもとに、ラサ郊外にある人民解放軍司令部で観劇をしないかという珍しい誘いが届いた。3月9日、ダライ・ラマ14世のところに、人民解放軍陸軍の将校たちがやってきて、伝統からは外れるがダライ・ラマ14世が観劇の際に従来の武装警備隊を同行させないこと、宮殿から駐屯地に移動する際にも公式な儀式を行わないことを要求した。この招待についてチベットはダライ・ラマ14世の拉致を中国が計画しているという疑念を生んだ。
3月10日、約30万人のチベット人がダライ・ラマ14世が宮殿から連れ出されることを防ぐため宮殿を取り囲んだ。ラサ駐屯の中国人民解放軍、市民に解散を要求、さもなくば砲撃すると通告する。人民解放軍と市外のゲリラとの間では前年の12月にも小ぜり合いがあったものの、この日の事件がラサ蜂起の始まりとされている。このラサ蜂起では三日間で10,000人-15,000人のラサ市民が死亡。
3月12日、ラサの街頭に集まった抗議者たちがチベットの独立を宣言した。ラサの通りにはバリケードが築かれ、人民解放軍およびチベット軍は衝突に備えてラサ内外の拠点を要塞化し始めた。市外の武装反乱軍に対する支持の嘆願も始められ、インドの領事に対しても支援の訴えが行われた。人民解放軍の大砲はダライ・ラマ14世の夏期用の離宮ノルブリンカを射程に収めていた。
3月15日、ダライ・ラマ14世のラサ市からの避難準備が始まり、ラサ市からの避難経路を確保するためにチベット軍が派遣された。3月17日には、ダライ・ラマ14世の宮殿の近くに2発の砲弾が着弾した。ダライ・ラマ14世はネチュン神託官に助言を求めると、「行け、今夜行くのだ!」というご宣託を与えられた。生命の危機を感じたダライ・ラマ14世はインドへ亡命、インドへの国境越えの直前、チベット臨時政府の樹立を宣言する。
衝突は3月19日の夜に始まった。チベット軍は著しく数に劣り武装も貧弱だったため、この戦闘は2日で終了した。
法王を慕ってチベットの民衆80000人もインドへ亡命した。
周恩来首相および中華人民共和国国務院はチベット独立軍を鎮圧後、「西蔵地方政府」を廃止し西蔵の統治を「西蔵自治区籌備委員会」に委ねた。
同年4月、ダライ・ラマ14世はインド北東のアッサム州テズプールに到着し、「17ヶ条協定」は「武力威嚇によってチベットに押しつけられたもの」と発言。さらに、法王は、北インドの山岳部ムスーリでチベット亡命政権を再樹立し、「私の政府とともに私がどこにいようと、チベットの民衆はわれわれをチベット政府と認める」と宣言した。

## 中央チベットの虐殺
鄧礼峰による中国政府の記録の調査によれば、人民解放軍は1959年3月から62年3月までに中央チベットにおいて、死亡・負傷・捕虜を含めて93,000人のチベット人を殲滅、武器35,500丁、砲70門を鹵獲した(中央チベットの大虐殺)。

## 動乱以後
1960年には中国がチベット南半部における支配をほぼ確立するが、他方、チュシ・ガンドゥクがネパールのムスタン地方を基地としたゲリラ活動を展開。
1966年、西藏自治区(チベット自治区)が発足。同1966年、文化大革命が波及し、紅衛兵ラサ進駐を開始し、年長世代による宗教や信仰が糾弾された。

1972年、米中の国交樹立により、アメリカのCIAによるチュシ・ガンドゥク支援が中止された。
1974年には、チュシ・ガンドゥク解体、ゲリラ活動の中止。

## 犠牲者数
チベット動乱によるチベット人の犠牲者数については、以下のように諸説ある。
酒井信彦によれば、犠牲者は総人口の5分の1、120万人にのぼるとされる。これらの犠牲者のなかには、自殺者や行方不明者も含まれる。チベット亡命政府や国際司法委員会(ICJ)の『チベットと中華人民共和国』報告、医師ジョン・アーカリーとブレーク・カーによる『チベットにおける拷問と投獄の報告』、アムネスティの『中国における拷問』(1992年)、国連人権委員会の『チベットにおける真実』などが、中国政府の恐怖政治を告発したが、中国は、これらの主張を強く否定している。ICJは1997年にも、中国によるチベットへの抑圧が激化していると報告している。
1953年におけるチベット公式の国勢調査では中央チベットの人口は127万人と記録されており、中国政府の主張に同調する学者はこれを根拠として虐殺の被害者が120万人という説の信憑性を疑問視している。
サムドン・リンポチェ（チベット亡命政府首相〈2001-2011年〉）およびダライ・ラマ14世によれば、1962年にはチベット自治区内の2,500の僧院から僧侶の93%が追い出され、残された僧院は70だけだという。
1950～1976年の間の侵略および占領の直接的な結果としての死者数は、次のように推定されている。
- 173,221人のチベット人が、刑務所もしくは強制収容所で死亡。
- 156,758人が処刑死。
- 342,970人が餓死。
- 432,705人が戦闘もしくは暴動中に死亡。
- 92,731人が拷問死。
- 9,002人が自殺。

以上、合計120万7387人。
2006年にはこの大量虐殺、人道に反する罪、国家テロ、拷問の嫌疑は、スペインの法廷によって取り調べられた。2006年9月30日に起きたナンパラ峠襲撃事件をきっかけにチベット系スペイン人の活動団体 Tibet Support Committee of Spain (CAT) と Fundacion Casa Del Tibet（在バルセロナ、チベットハウスファンデーション）が提訴、スペイン最高裁判所は普遍的管轄権(普遍的司法権の原則)に基づき「チベット人ジェノサイド事件」として受理した。2009年5月5日、スペイン最高裁判所サンチャゴ・ペドラズ(Santiago Pedráz)判事が、中国におけるチベット問題に関して、中国政府高官8人を「人道に対する罪」を犯した容疑で裁判に召還することを発表、翌日には中国に通知された。容疑者にはチベット自治区党委員会書記張慶黎(Zhang Qingli)、ウイグル自治区党委員会書記王楽泉、中国少数民族対外交流教会前会長李德洙(Li Dezhu)らが含まれている。ペドラズ裁判官は中国当局に対して、2005年に締結された中国とスペイン二国間司法協力協定に基づき、司法協力を要請し、さらに告訴内容が実証されれば、人道に対する罪侵害の罪でスペイン法と国際法の両方で裁かれることを通告した。これに対し、中国政府は「虚偽訴訟」として訴訟に応じないと6月16日に発表し、また、ペドラズ裁判官が中国に渡航した場合は逮捕されると口頭で応えた。

### 中国の文献に登場する数値
中華人民共和国刊行の文献には、チベット動乱における地方ごとの個別事例として、兵士や一般民衆に対して相当規模の殺害が生じていたことを述べる記録が多数出版・公刊されている。以下すべて毛里和子 1998の第八章「一九五九年チベット反乱再考:エスノ・ナショナリズムの諸相(三)」(pp.251-292)で紹介されている事例。
1. カム地方における「反乱」と「鎮圧」 1956年末に第1次蜂起(中国の区分で四川省に所属する涼山、美姑、西昌、康定、西蔵所属で当時チャムド解放委員会管轄下のギャンダ・ゾン(江達)、芒康)。1957末に「平定」に成功。反乱勢力10万人に人民解放軍6万を動員して「鎮圧」。20,000人殲滅、20,000人逮捕[5]。
2. カム地方における「反乱」と「鎮圧」 1957年-58年。第2次蜂起(バタン（巴塘）、雲南省に所属する維西、徳欽、中甸)。1958末に「平定」に成功。5,500人を「殲滅」[22]。
3. 「青海省」における「反乱」と「鎮圧」 1958年3月-8月、甘粛から青海にかけての42万平方キロにかけて130,000人が参加する「反乱」、うち110,000人を「殲滅」して平定[8]。
4. 「青海省」におけるチベット人・モンゴル人の遊牧民50,000人(総人口の10％)を逮捕 逮捕者の84%、45,000人が誤認逮捕。拘留中に23,260人が死亡、誤って殺害されたものが173人。宗教・民族分子259人、民族幹部480人が死亡[9]。
5. 中央チベットにおける「殲滅」の規模　1959年3月から62年3月までに死亡・負傷・捕虜を含めて93,000人を殲滅、武器35,500丁、砲70門を鹵獲[23]。

## チベット動乱を描いた映画
- 『セブン・イヤーズ・イン・チベット』(1997年) - 中華民国時代のチベットに迷い込んだオーストリア人登山家ハインリヒ・ハラーが主人公の映画。本編中の中国によるチベット侵攻などの描写について中国政府が不快感を示し、中国では撮影および上映禁止となった。
- 『クンドゥン』(マーティン・スコセッシ監督、1997年) - ダライ・ラマ14世の半生を描く。